# Shreveport
Shreveport je město v severozápadní části amerického státu Louisiana na pravém břehu Červené řeky, správní centrum farnosti Caddo Parish. Má okolo 200 000 obyvatel, je třetím největším městem Louisiany a střediskem regionu Ark‑La‑Tex. Spolu s Bossier City ležícím na protějším břehu řeky vytváří souměstí, v němž žije téměř půl milionu lidí. Podle sčítání z roku 2010 tvořili 54,7 % obyvatelstva Afroameričané a 41,16 % běloši.
Původními obyvateli regionu byli Kaddové, v roce 1836 zde vznikla stanice paroplavební společnosti Henryho Millera Shrevea, po němž byla nově založená osada pojmenována. Její význam vzrostl po připojení nedalekého Texasu k Unii a v roce 1878 byl Shreveport povýšen na město. V devatenáctém století byl střediskem pěstování bavlníku a důležitým opěrným bodem jižanských otrokářů, v době občanské války se stal po obsazení Baton Rouge Seveřany nakrátko hlavním městem Louisiany. V roce 1906 byla zahájena těžba ropy, město má petrochemický, strojírenský (zejména filiálka General Motors) a dřevozpracující průmysl, sídlí[zdroj?] zde softwarová firma Softdisk. Pro ekonomiku města jsou důležitá také kasina provozovaná na říčních lodích, mnoho místních lidí zaměstnává rovněž nedaleká Barksdaleova letecká základna. K turistickým cílům patří botanická zahrada s rosáriem a nedaleké jezero Cross Lake.
Ve Shreveportu je umístěn jeden z kampusů Louisianské státní univerzity s fakultní nemocnicí, dvouleté pomaturitní studium nabízí Southern University at Shreveport, původně určená pouze černochům. Město má obrazovou galerii, balet, symfonický orchestr a Multicultural Center of the South. Shreveport sehrál významnou roli ve vývoji americké populární hudby (působili zde Leadbelly, Hank Williams a Elvis Presley), díky daňovým úlevám a příznivému klimatu se zde natáčí mnoho filmů (např. Rok jedna, The Iceman, Pád Bílého domu, Zahulíme, uvidíme 2), takže Shreveport bývá označován jako „Hollywood Jihu“. Koná se zde festival krátkých filmů a slavnosti Red River Revel a Holiday Trail of Lights, za bohatý společenský život obdržel Shreveport v letech 1953, 1979 a 1999 cenu All-America City Award.

## Rodáci
- Dave Alexander (1938–2012), hudebník
- Evelyn Ashfordová (* 1957), atletka
- Terry Bradshaw (* 1948), hráč amerického fotbalu
- James Dobson (* 1936), psycholog
- Ryan Harrison (* 1992), tenista
- Jerry Pournelle (1933–2017), spisovatel
- Kenny Wayne Shepherd (* 1977), hudebník